# Nampo
Nampo (kor. 남포특별시) – miasto w zachodniej Korei Północnej, w prowincji P’yŏngan Południowy przy ujściu rzeki Taedong-gang do Zatoki Zachodniokoreańskiej. Miasto liczy około 367 tys. mieszkańców.
Znajduje się tu zapora Sŏhaegammun.

## Miasta partnerskie
- Petersburg
- Santa Ana Chiautempan
- Tiencin